# Хагиак (Ракитоаса)
Хагиак (рум. Hăghiac) насеље је у Румунији у округу Бакау у општини Ракитоаса. Oпштина се налази на надморској висини од 211 m.

## Становништво
Према подацима из 2002. године у насељу је живело 36 становника.

### Попис2002.
| Расподела становништва по националности 2002.‍ | Расподела становништва по националности 2002.‍ | Расподела становништва по националности 2002.‍ | Расподела становништва по националности 2002.‍ | Расподела становништва по националности 2002.‍ |
| --------------------------------------------- | --------------------------------------------- | --------------------------------------------- | --------------------------------------------- | --------------------------------------------- |
|                                               |                                               |                                               |                                               |                                               |
| Румуни                                        | Румуни                                        |                                               | 30                                            | 83,3%                                         |
| Роми                                          | Роми                                          |                                               | 6                                             | 16,7%                                         |